# Aspilota foliformis
Aspilota foliformis är en stekelart som beskrevs av Fischer 1969. Aspilota foliformis ingår i släktet Aspilota och familjen bracksteklar. Inga underarter finns listade.